# Clash of the Choirs
Clash of the Choirs va ser un concurs que es va emetre els dimecres a les 22.15 a la cadena de televisió espanyola Cuatro al gener del 2008, a ell, 5 cantants competien entre si dirigint un cor format per 20 cantants amateurs triats per ells mateixos a la ciutat que havien escollit.